# شهرستان ووهه
شهرستان ووهه (به لاتین: Wuhe County) یک شهرستان‌های جمهوری خلق چین در چین است که در بنگبو واقع شده‌است.